# Nederlands Kanker Instituut

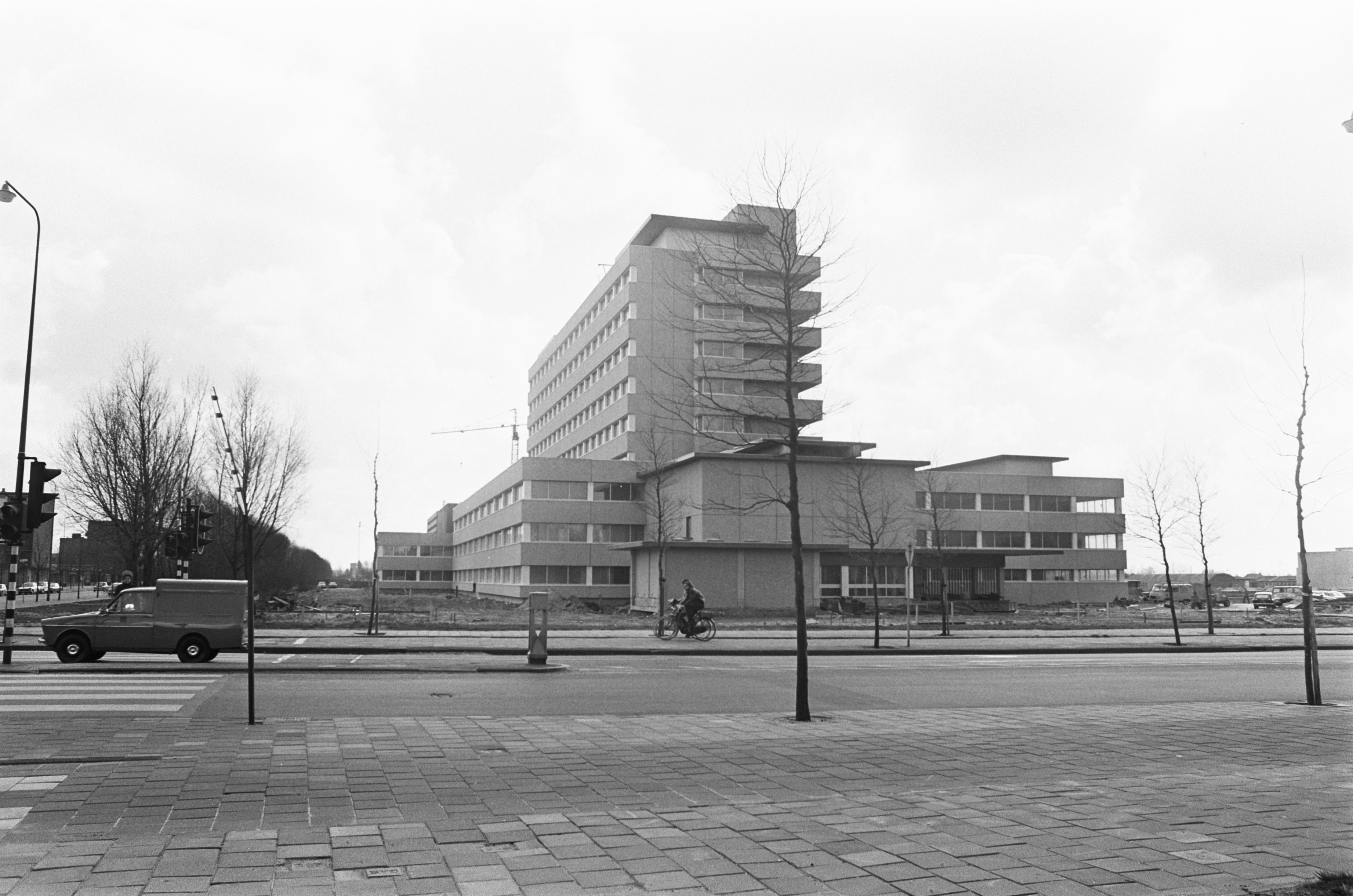
Het Laboratoriumgebouw van het NKI aan de Plesmanlaan in 1973

Het Nederlands Kanker Instituut (NKI) te Amsterdam is opgericht in 1913 door onder meer de chirurg Jacob Rotgans.
Het NKI vormt met het Antoni van Leeuwenhoekziekenhuis één organisatie. Vroeger werd deze organisatie het NKI-AVL genoemd. In 2013 is de naam gewijzigd naar het Antoni van Leeuwenhoek, dat hiermee een wetenschappelijk onderzoeksinstituut en een gespecialiseerde kliniek, gericht op het bestrijden van de ziekte kanker, omvat.
Sinds 1973 is het Antoni van Leeuwenhoek in Amsterdam Nieuw-West gevestigd naast het voormalige Slotervaartziekenhuis.
Centraal staan nieuwe methoden van diagnostiek en behandeling. De primaire clusters van het Antoni van Leeuwenhoek zijn: Research, Heelkundig Oncologische Disciplines, Medisch Oncologische Disciplines, Radiotherapie en Diagnostisch Oncologische Disciplines.
Begin negentiger jaren heeft het NKI in samenwerking met de medische faculteit van de Vrije Universiteit Amsterdam de Onderzoekschool Oncologie Amsterdam (OOA) opgericht voor postdoctoraal onderwijs en onderzoek. Deze onderzoeksschool was in 1993 voor het eerst geaccrediteerd door de KNAW.

## Bekende (oud-)medewerkers

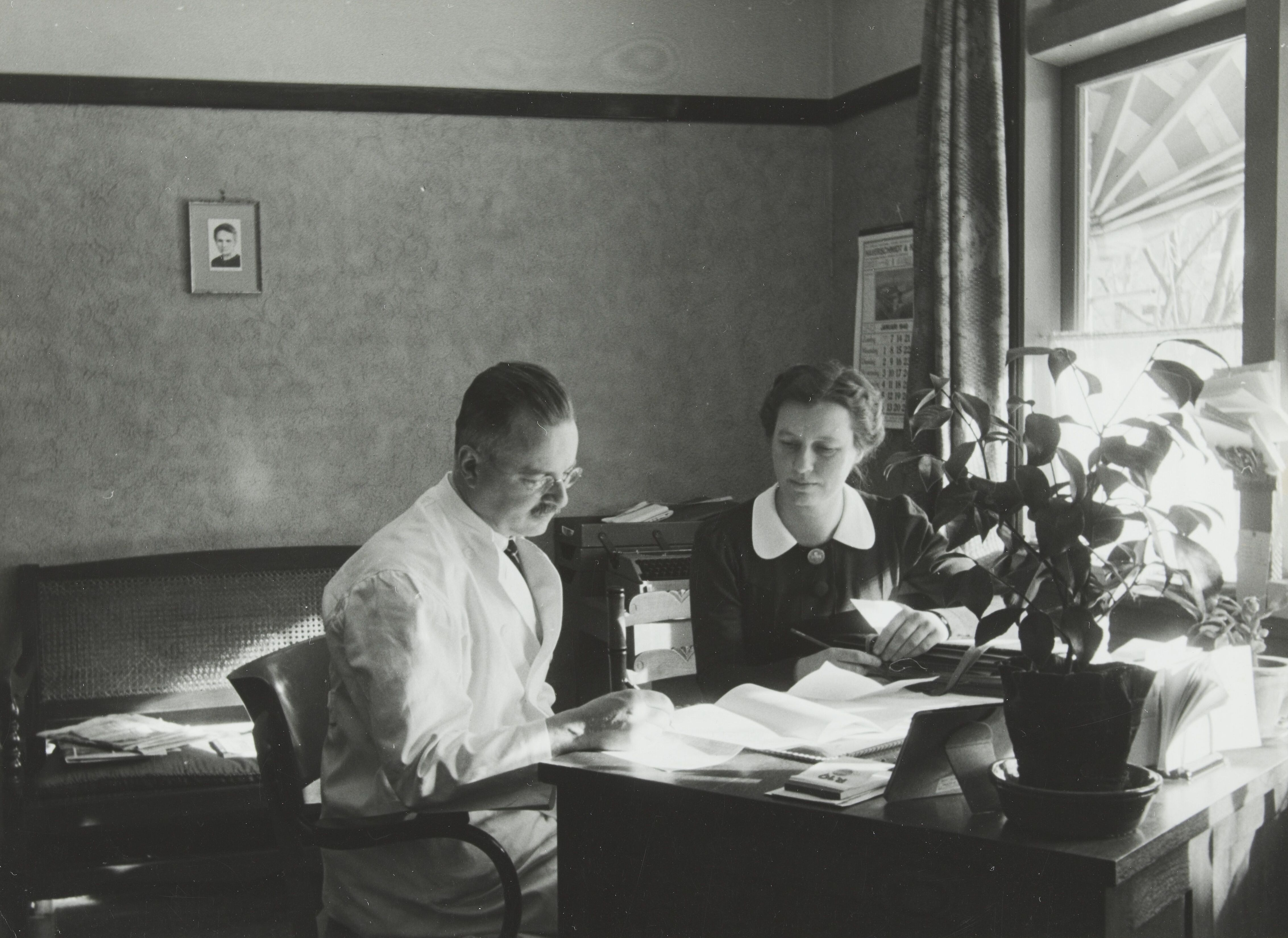
Wassink en Joosse (1940)

- René Bernards
- Piet Borst
- Jonas Castelijns
- Daniël den Hoed
- Wanda de Kanter
- Yvette van Kooyk
- Ronald Plasterk
- Jacob Rotgans
- Willem Wassink